# Liste des monuments aux morts du 1er arrondissement de Paris

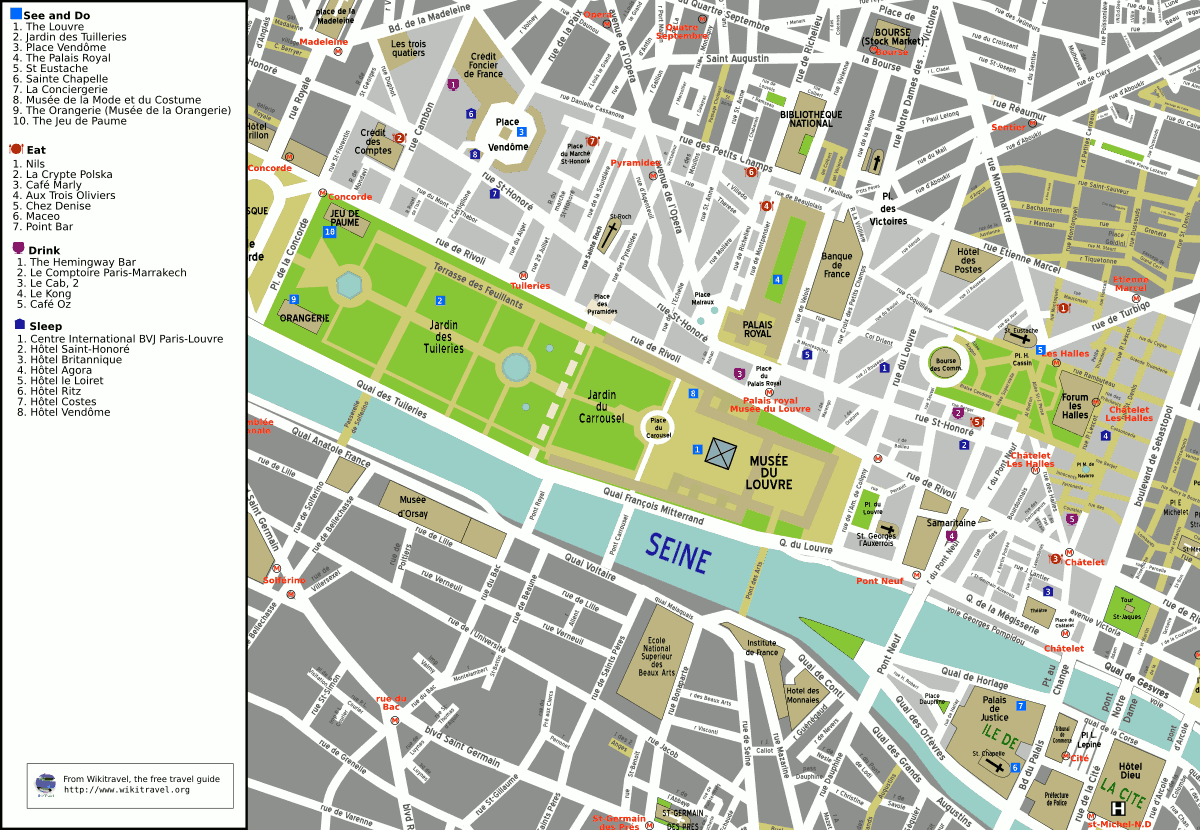
Plan du 1er arrondissement de Paris.

Cet article recense les monuments aux morts du 1er arrondissement de Paris, en France.

## Liste
- Monuments :

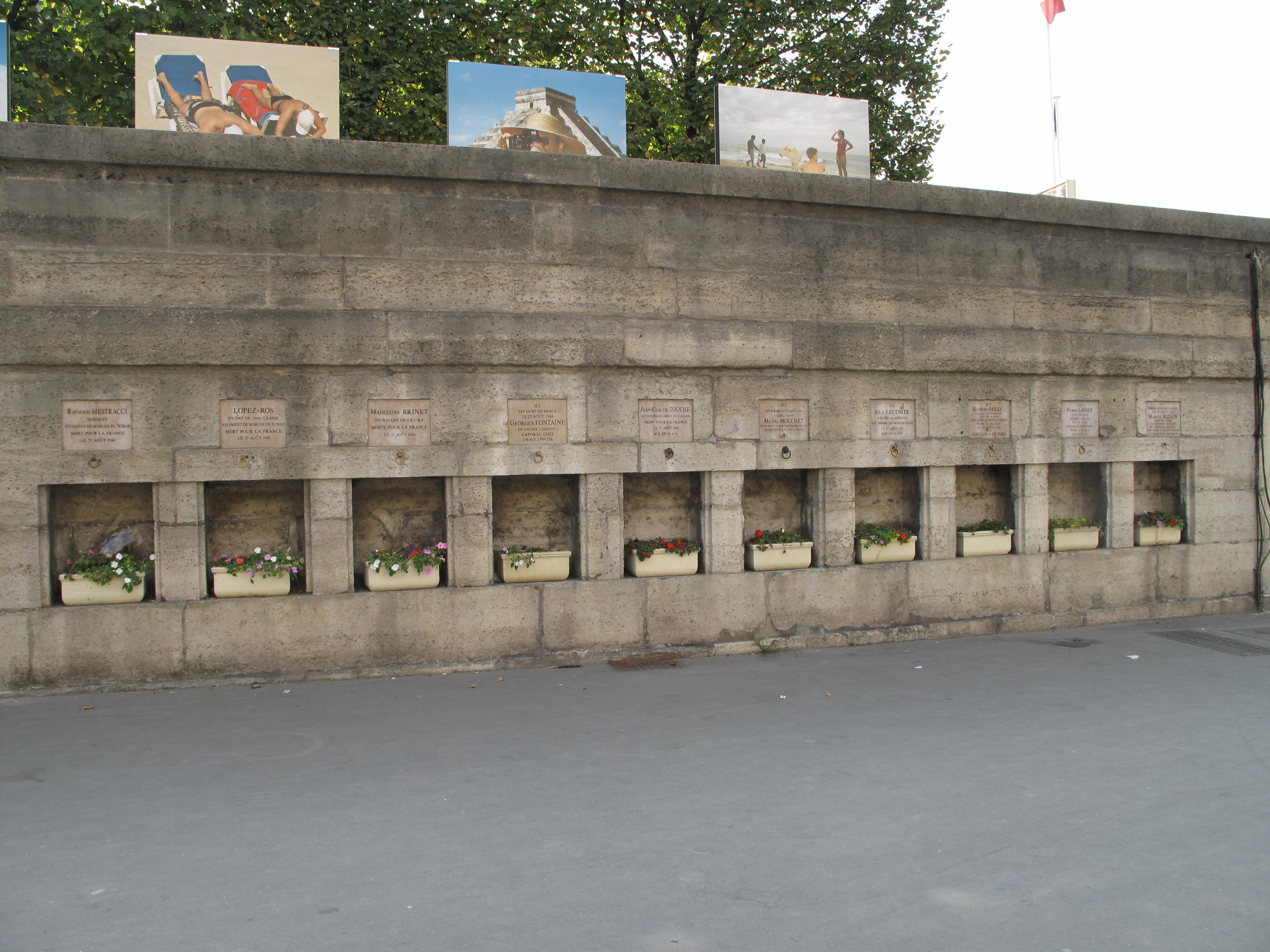
Mémorial des soldats et civils morts sur la place de la Concorde pendant la libération de Paris en août 1944.

  - Monument aux morts des deux guerres, Georges Saupique (1954)

- Plaques et stèles :
  - Édifices religieux, Première Guerre mondiale  :
    - Église Saint-Eustache
    - Église Saint-Germain-l'Auxerrois
    - Église Saint-Leu-Saint-Gilles
    - Église Saint-Roch
    - Temple protestant de l'Oratoire du Louvre

  - Bombardier Avro Lancaster du 57th Squadron de la Royal Air Force (Louvre des antiquaires, 151bis rue Saint-Honoré)
  - Comité local de libération du 1er arrondissement (4 place du Louvre)
  - Groupe de résistance Les Cloches des Halles (14 rue Sauval)
  - combattants des forces armées et de la Résistance d'Indochine morts pour la France (avenue du Général-Lemonnier)
  - Mémorial du crédit foncier de France (19 rue des Capucines)
  - Mémorial du ministère de la Justice (13 place Vendôme)
  - Mémorial des services postaux (52 rue du Louvre)
  - Réseau Saint-Jacques (8 place Vendôme)
  - Réunion du bureau conseil national de la Résistance (182 rue de Rivoli)

- Plaques individuelles, morts de la Seconde Guerre mondiale :
  - Georges Bailly, Marcel Bizien, Madeleine Brinet, Georges Fontaine, Pierre Laigle, Guy Lecomte, Lopez-Ros, Raymond Mestracci, Michel Mouchet et Jean-Claude Touche (rue de Rivoli, débouché sur la place de la Concorde)
  - Jacques Cami (2 rue du Roule)
  - C. Deloge (20 quai de la Mégisserie)
  - Ludovic Jacquinot (2 rue des Pyramides)
  - Émile Lemonnier (1 avenue du Général-Lemonnier)
  - Marcel Lindner (43 rue de Rivoli)
  - François Martine (1 rue du Jour)
  - Jean Rousseau et Claude Vié (3 boulevard de Sébastopol)
  - Roger Séjournant (27 rue Saint-Denis)
  - Marcel Verriez (place du Marché-Saint-Honoré)
  - Antoine Zdrojewski (25 rue de Richelieu)